# 도라다 해안

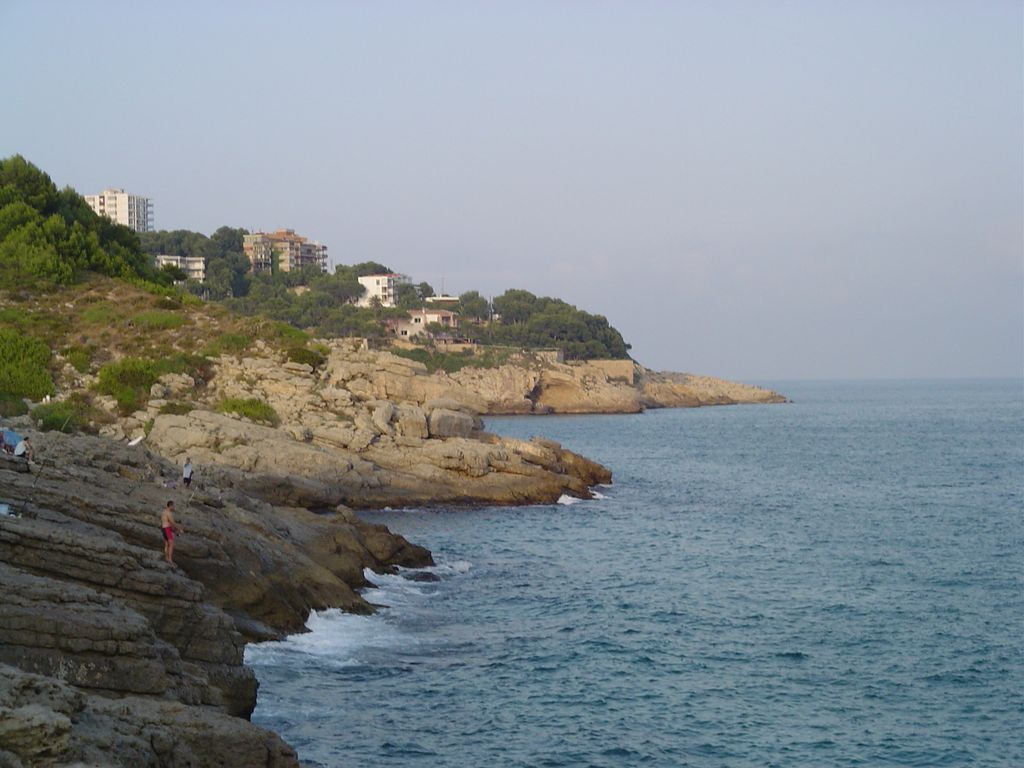
도라다 해안

도라다 해안(카탈루냐어: Costa Daurada, 스페인어: Costa Dorada)은 스페인 카탈루냐 지방의 해안이다. 타라고나 주를 완전 감싸고 있다.